# Hinterland (série télévisée)
Pour les articles homonymes, voir Hinterland (homonymie).
Y Gwyll (dans sa version galloise) ou Hinterland (dans sa version anglaise) est une série policière qui se déroule au Pays de Galles. Elle est diffusée sur S4C depuis le 29 octobre 2013 et BBC One Wales depuis janvier 2014. 
En France, la série est disponible sur Netflix en version originale sous-titrée, en breton sous le nom Serr-Noz sur la web TV Brezhowebet en breton sous-titrée français sur les chaînes locales Tébéo, Tébésud et TVR. Elle est diffusée depuis le 6 mai 2019 sur Polar+, en version française. 
En Suisse, elle a été diffusée sur RTS Un.
La série est diffusée dans 150 pays.

## Synopsis
L'inspecteur chef Tom Mathias est muté dans la petite ville d'Aberystwyth de la campagne galloise.

## Distribution
- Richard Harrington (VF : Michelangelo Marchese) : Inspecteur chef Tom Mathias
- Mali Harries (VF : Colette Sodoyez) : Inspecteur principal Mared Rhys
- Alex Harries (VF : Grégory Praet) : agent de police Lloyd Elis
- Hannah Daniel (VF : Luivine Deworst) : Sergent Siân Owens
- Aneirin Hughes (VF : Philippe Résimont) : Superintendent Brian Prosser

## Production
Le tournage de la série a comme particularité que chaque scène est tournée deux fois de manière identique, seule la langue de tournage diffère : une prise est filmée en gallois et une autre en anglais, pour les besoins soit de la version galloise de la série, soit de sa version anglaise (ou bilingue, le gallois restant alors présent de manière réduite). Les deux versions étaient donc de fait deux versions originales.

## Fiche technique
- Titre original (en gallois) : Y Gwyll
- Titre original (en anglais) : Hinterland
- Titre en breton : Serr-Noz[5]
- Création : Ed Talfan
- Réalisation : Marc Evans (pilote)
- Musique : John Hardy, Benjamin Talbott, Victoria Ashfield
- Scénario : Ed Talfan, David Joss Bucley, Ed Thomas, Jeff Murphy
- Costumes : Hannah Summers, Tess Ragget
- Sociétés de production : Fiction Factory
- Sociétés de distribution (télévision) : All3media international
- Pays d'origine :  Pays de Galles et  Royaume-Uni
- Langue originale : anglais et gallois
- Format : couleur
- Genre : policier
- Durée : 90 minutes

## Épisodes

### Première saison (2013)
1. Le pont du Diable - Pont an diaoul (en breton) - (Devil's Bridge)
2. Le poids du Passé - Bec'h an amzer baseet (en breton) - (Night Music)
3. Penwyllt - Penwyllt (en breton) - (Penwyllt)
4. La fille dans le marais - Ar plac'h er wern (en breton) - (The Girl in the Water)

#### Résumés des épisodes
1. Le pont du Diable : Dès le premier jour de sa nouvelle affectation à Aberystwyth, le commandant de police Tom Mathias est appelé pour enquêter sur une disparition suspecte. Dans un bungalow en bord de mer, il découvre la salle de bain maculée de sang tandis que la propriétaire des lieux, Helen Jenkins, est introuvable. Découvrant que cette dernière était l'ancienne directrice d'un foyer pour enfants, Mathias et la capitaine Mared Rhys s'y rendent. Mathias découvre des preuves qui suggèrent qu'Helen Jenkins a été jetée du parapet du Devil's Bridge (Pont du Diable) dans le torrent en contrebas.
2. Le poids du Passé : L'enquête sur la mort d'un homme de 69 ans, l'inspecteur chef découvre une histoire sanglante dans les montagnes. Il y a de nombreux suspects dans cette affaire. Mathias enquête sur le meurtre brutal d'Idris Williams âgé de 69 ans et photographe amateur. Celui-ci est retrouvé mort, victime de coups violents, dans sa ferme située dans les montagnes près d'Aberystwyth. Bien que ne trouvant aucun mobile justifiant le meurtre, Mathias constate la disparition de l'appareil photo du défunt. Il remarque également qu'une photo qui se trouvait dans la chambre noire a été emportée. Mathias pense qu'en photographiant un paysage local, Williams a saisi sur sa pellicule quelque chose que personne ne voulait qu'il voit.
3. Penwyllt: Dans le hameau isolé de Penwyllt, le corps d'un jeune ouvrier, Michael Reynolds, est sorti des profondeurs troubles d'une carrière désaffectée. Le début d'enquête permet de certifier que Reynolds ne s'est pas noyé dans cette carrière, les échantillons d'eau trouvés dans ses poumons contenant des traces d'urine et d'excréments de moutons. L'enquête conduit Mathias au cœur de la communauté locale laquelle semble très soudée. Il découvre que Reynolds avait une liaison avec l'épouse du propriétaire du pub local. De plus Reynolds emmenait le fils d'un ami du patron du pub en forêt pour rendre visite à un marginal qui, quelques années auparavant, avait incendié sa propre maison et failli tuer sa femme et ses deux enfants.
4. La fille dans le marais: Le cadavre d'une jeune femme dans une robe rouge est retrouvé dans un marais de Borth. Elle est assise, ses chaussures et son portable ne sont pas sur place. Les premiers soupçons portent sur un ex-petit ami. Son alibi se révèle faux et il a de plus été agressé par Iwan Thomas, père de la jeune fille, peu avant la mort de celle-ci. Cependant, Mathias découvre rapidement que la fille avait également une relation avec son professeur d'université. Ce dernier a tenté d'y mettre fin le soir de sa mort lorsqu'il l'a retrouvée dans un hôtel de Borth. Les vidéos de surveillance de la gare de Borth permettent de constater que la victime se trouve, peu de temps avant son décès, seule sur le quai de la gare alors qu'elle constate qu'elle a perdu son GSM. Alors que Mathias commence à se rapprocher de la mère de la jeune fille, il constate que l'enquête a manqué un suspect clé, Iwan Thomas, un ancien policier d'Aberystwyth. Cependant, alors qu'il essaie de se pencher sur le passé d'Iwan Thomas, le super intendant Prosser remet en question les actions de Mathias.

### Deuxième saison (2015)
La chaîne S4C a commandé une deuxième saison, la diffusion de cette deuxième saison s'est faite en 2015. En Bretagne, la deuxième saison a été diffusée en breton en janvier 2017.
1. En pleine nuit - E-kreiz an noz (en breton) - (In the Dead of the Night)
2. Ceredigion  - Ceredigion (en breton) - (Ceredigion)
3. L'histoire de Nant Gwrtheyrn - Marvailh Nant Gwrtheyrn (en breton) - (The Tale of Nant Gwrtheyrn)
4. La rivière sombre - Dourioù du (en breton) - (Dark River)
5. Le son des âmes - Trouz an Anaon (en breton) - (The Sound of Souls)

#### Résumé des épisodes
1. In the Dead of Night : Avec du sang sur les mains et un avenir en balance (cfr. fin de la saison 1), le commandant Mathias est contraint de retourner sur le terrain après l'incendie criminel d'une ferme isolée à la suite duquel les jours d'une mère et son enfant sont en danger. Il se retrouve au sein d'une communauté de fermiers en proie à des querelles de longue date. L'enfant succombe à ses blessures. Mathias dirige l'enquête mais ses faits et gestes sont épiés par le super intendant Prosser et la police des polices qui enquête sur la mort de Mari Davies.
2. Ceredigion : L'épouse de Mathias arrive à Aberystwyth et l'enquête de la police des police est sur le point d'arriver à son terme. Mathias est sous pression et il constate que son monde a été bouleversé. Quand un chauffeur de bus est retrouvé abattu à flanc d'une montagne isolée, l'enquête lui offre une évasion bienvenue.
3. The Tale of Nant Gwrtheyrn : Le meurtre d'un avocat et dignitaire local conduit à la découverte d'une histoire tragique dans les profondeurs de l'arrière-pays. Pourquoi Nora et Daniel menaient-ils une vie si isolée ? Qui Mathias a-t-il découvert enterré dans le jardin ? Trouvera-t-il Daniel avant qu'il ne soit retrouvé par Glyn Powell et ses amis ? Daniel est-il bien Daniel ?
4. Dark River : La découverte d'un corps dans un lac conduit l'enquête vers un enseignant d'une petite école rurale. Quel est le secret de Gwilym ? Qui est Ben Willis ? Pourquoi un autre ancien enseignant s'est-il suicidé ? Qui est la mystérieuse fille et pourquoi se cache-t-elle de Mathias ?
5. The Sound of Souls : Un corps brûlé découvert dans les dunes emmène l'enquête sur la piste d'une vieille querelle familiale associée au meurtre d'une jeune mère perpétré 13 ans auparavant. Mathias est convaincu que le meurtre de cette jeune femme donnera les réponses à son enquête mais le super intendant Prosser ne désire pas que Mathias se plonge dans le passé.

### Troisième saison  (2016)
La chaîne S4C a commandé une troisième saison qui a été diffusée en 2016.
1. Le pasteur d'Aberystwyth (Aftermath)
2. Découverte macabre (A Poacher's Discovery)
3. L'affaire Llew Morris (Both Barrels)
4. L'affaire du pont du diable (Return to Pontarfynach)